# Не умирай в одиночку
«Не умира́й в одино́чку» (англ. Never Die Alone) — криминальный триллер 2004 года режиссёра Эрнеста Дикерсона.

## Сюжет
Наркобарон улиц Лос-Анджелеса Король вернулся в Нью-Йорк, чтобы расплатиться по старым долгам, но пал жертвой жестокой мести. Свидетель убийства Короля, начинающий репортер Пол «заимствует» его «кадиллак», в котором находит деньги и дневник с бесценной информацией о жизни Короля. Вот только этот источник уникального материала для будущей книги Пола — смертельная угроза для него самого…

## В ролях
| Актёр               | Роль       |
| ------------------- | ---------- |
| DMX                 | Кинг Дэвид |
| Дэвид Аркетт        | Пол        |
| Майкл Или           | Майкл      |
| Клифтон Пауэлл      | Мун        |
| Риган Гомес-Престон | Хуанита    |
| Дженнифер Скай      | Джанет     |
| Дрю Сидора          | Элла       |
| Энтуон Таннер       | Блу        |
| Том Листер-мл.      | Роки       |
| Айша Тайлер         | Нэнси      |
| Рода Джордан        | Бренда     |
| Лунелл Кэмпбелл     | Джаспер    |